# لورن بوولز
لورن بوولز (انگلیسی: Lauren Elizabeth Bowles؛ زادهٔ ۲۴ مارس ۱۹۷۳) هنرپیشه اهل ایالات متحده آمریکا است. وی از سال ۱۹۹۶ میلادی تاکنون مشغول فعالیت بوده‌است.

## گزیده فیلمشناسی
- جرج جنگل (۱۹۹۷)
- دنیای روح (۲۰۰۱)
- کودک دل‌شکسته (فیلم ۲۰۰۷) (۲۰۰۷)
- گذرگاه (۲۰۱۱)
- پرندگان آزاد (۲۰۱۳)
- ساینفلد (۱۹۹۱–۱۹۹۸)
- الی مک‌بل (۱۹۹۹)
- قاضی ایمی (۲۰۰۳)
- ان‌سی‌آی‌اس (۲۰۰۳)
- پرورش شکست‌خورده (مجموعه تلویزیونی) (۲۰۰۴)
- سی‌اس‌آی (۲۰۰۵)
- آناتومی گری (مجموعه تلویزیونی) (۲۰۰۵)
- سی‌اس‌آی: نیویورک (۲۰۰۵)
- هنوز وایسادیم (۲۰۰۵)
- مدرک (مجموعه تلویزیونی) (۲۰۰۶)
- ورونیکا مارس (مجموعه تلویزیونی) (۲۰۰۷)
- ذهن‌های مجرم (۲۰۰۸)
- بخش فوریت‌های پزشکی (مجموعه تلویزیونی) (۲۰۰۸)
- به من دروغ بگو (۲۰۰۹)
- جوگیر (فیلم ۲۰۱۰) (۲۰۱۰)
- درمانگاه خصوصی (۲۰۱۰)
- خون حقیقی (۲۰۱۰–۲۰۱۴)
- زیاد ذوق‌زده نشو (۲۰۱۱)
- مام (مجموعه تلویزیونی) (۲۰۱۳)
- رسوایی (مجموعه تلویزیونی) (۲۰۱۴)
- پیام‌آوران (مجموعه تلویزیونی) (۲۰۱۵)
- ان‌سی‌آی‌اس: لس آنجلس (۲۰۱۵)
- معاون رئیس‌جمهور (مجموعه تلویزیونی) (۲۰۱۶–۱۷)
- خانواده امروزی (۲۰۱۷)
- کسل راک (مجموعه تلویزیونی) (۲۰۱۸)